# 子宫内膜炎
子宫内膜炎（英語：Endometritis）是指发生于子宫内膜的炎症。子宫内膜炎分为急性与慢性两种，临床以前者较为常见，后者較為少见。急性子宫内膜炎是在子宫内膜腺体上有微脓肿或嗜中性白血球呈现；慢性子宫内膜炎则是子宫内膜基质上出现大量淋巴球。子宫内膜炎的主要病因是感染。子宫内膜一般有较强的自然保护作用和抗發炎能力，但一旦遭受破坏，则容易发病且直接波及子宫肌肉层，并延伸至子宫旁组织。症状包括有下腹疼痛、发烧、不规则阴道出血及分泌物。医师通常采取广谱抗生素进行治疗。
医学术语子宫肌内膜炎（endomyometritis）有时是指一类特殊的子宫内膜和子宫肌肉层的炎症。

## 急性子宫内膜炎
急性子宫内膜炎常见于产褥期感染，包括分娩造成的阴道损伤、胎盘或胎膜残留、流产、医疗器械感染等，使得病原体易侵入宫腔內，引起感染。子宫腔操作，如放置子宫内避孕器、子宮內診或诊刮时器具消毒不严。子宫黏膜息肉坏死或黏膜下肌瘤坏死，引起感染时也可发生子宫内膜炎。急性子宫内膜炎的致病菌主要为链球菌、葡萄球菌、大肠杆菌等，少数为淋菌、厌氧菌。从组织学角度上，急性子宫内膜炎中可观察到中性白细胞浸润子宫内膜组织。病症包括有下腹痛、發烧、阴道带脓液、月经过多。
急性子宫内膜炎可见内膜充血、水肿，重度炎症内膜的表面可有脓性渗出物，形成溃疡，并可向下蔓延感染子宫肌肉层，在其中形成多发性小脓肿，在镜检下可见内膜中有大量散在的白血球，若急性子宫内膜炎未能及时处理，则可能发展成为子宫肌炎、输卵管卵巢炎、盆腔腹膜炎及盆腔结缔组织炎，甚至败血症。在一些人群中，急性子宫内膜炎通常与生殖支原体有关。
在常规病例中，可以通过數周的克林霉素、庆大霉素等静脉抗生素治疗或採半卧休息有利于炎症分泌物引流，并保持外阴清洁。治療時除主要應用抗生素外，尚須除去明顯的誘因，如取出子宮內避孕器，清除子宮腔內殘留的胎盤組織或胎膜、子宮內膜息肉等，有子宮黏膜下肌瘤或子宮內膜癌時則應根據情況做相應處理。如有发热症状可使用复方氨基比林或阿司匹林。

## 慢性子宫内膜炎
慢性子宫内膜炎可由急性子宫内膜炎转变而来，也可由长期的输卵管炎或严重的子宫颈炎扩散而成。慢性子宫内膜炎的间质部常有大量浆细胞及淋巴细胞，大量浆细胞的存在是病理诊断慢性子宫内膜炎的依据之一。有时候可见淋巴细胞、嗜酸性粒细胞和淋巴滤泡。在超过10%的病例中会出现非常规流血。最常见的细菌有沙眼衣原体、淋球菌、无乳链球菌、人型支原体、肺结核和其他病菌。其中大多数病菌会引起盆腔炎。根据潜在病因，慢性子宫内膜炎可能会恶化为癌症。和急性子宫内膜炎的治疗相似，可以采用抗生素药物进行治疗。

## 子宫积脓
子宫积脓是指一类子宫腔的浓汁积聚。病发原因通常包括感染及子宫颈堵塞。症状通常包括（耻骨弓上的）下腹腹痛、颤抖、发烧和积浓。一旦診斷確立，將子宮頸擴張，膿液即可順利外流。如引流不夠，可在子宮頸管內放置橡皮管引流，以防止子宮頸管在短期內又發生阻塞，影響膿液的排出，還需要根据症状及身体情况采取特定的抗生素进行治疗。